# Curt Smith
Curt Smith (* 24. června 1961) je anglický zpěvák, skladatel, hudebník, producent a spoluzakladatel pop rockové skupiny Tears for Fears spolu s přítelem z dětství Rolandem Orzabalem. Hraje na basovou kytaru, také zpíval hlavní vokály na několika hitech Tears for Fears, jako jsou „Mad World“, „Pale Shelter“, „Change“, „The Way You Are“ a „Everybody Wants to Rule the World“. Po svém odchodu z Tears for Fears v roce 1991 Smith pokračoval v sólové kariéře a v roce 1993 vydal debutové album Soul on Board. Celkem vydal pět studiových alb a jedno LP. Působil také jako herec. V roce 2000 se znovu setkal s Orzabalem jako Tears for Fears. Jejich album Songs from the Big Chair z roku 1985 bylo nejúspěšnější[zdroj⁠?!] a přinesla jim další hity včetně „Shout“ a „Head Over Heels“ (které Smith sám napsal).